# Landkreis Miesbach

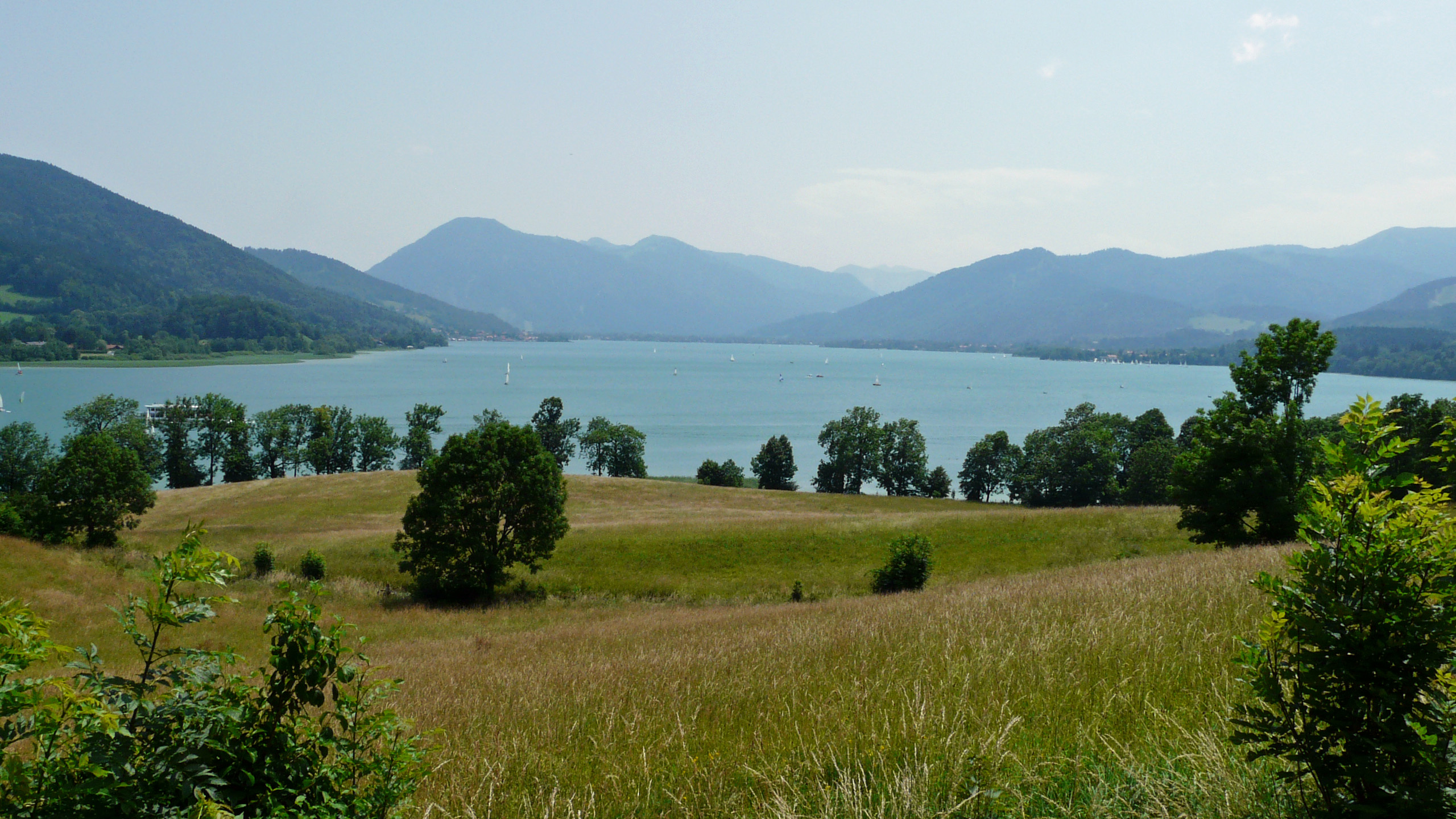
Der Tegernsee von Norden

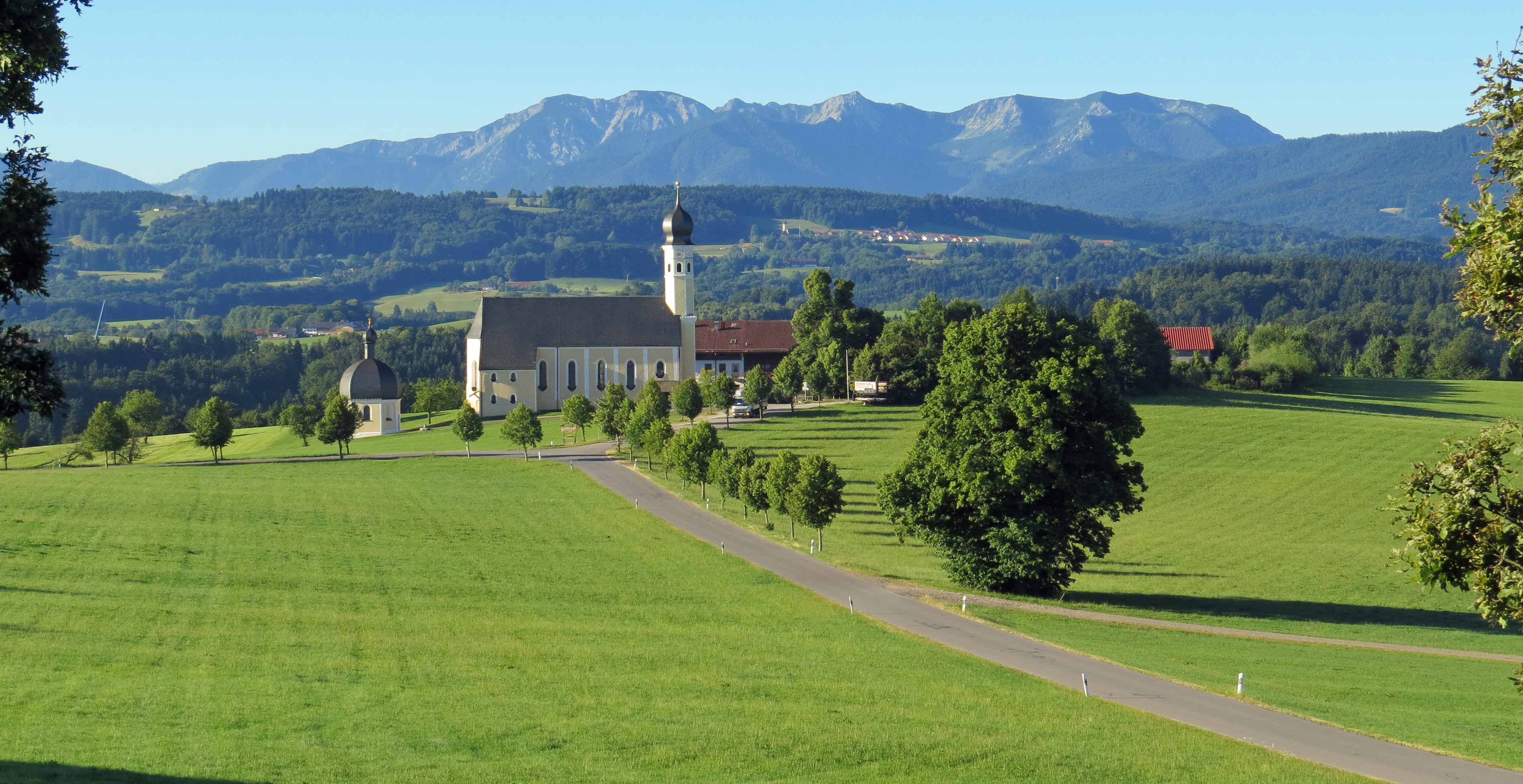
Wilparting mit Mangfallgebirge

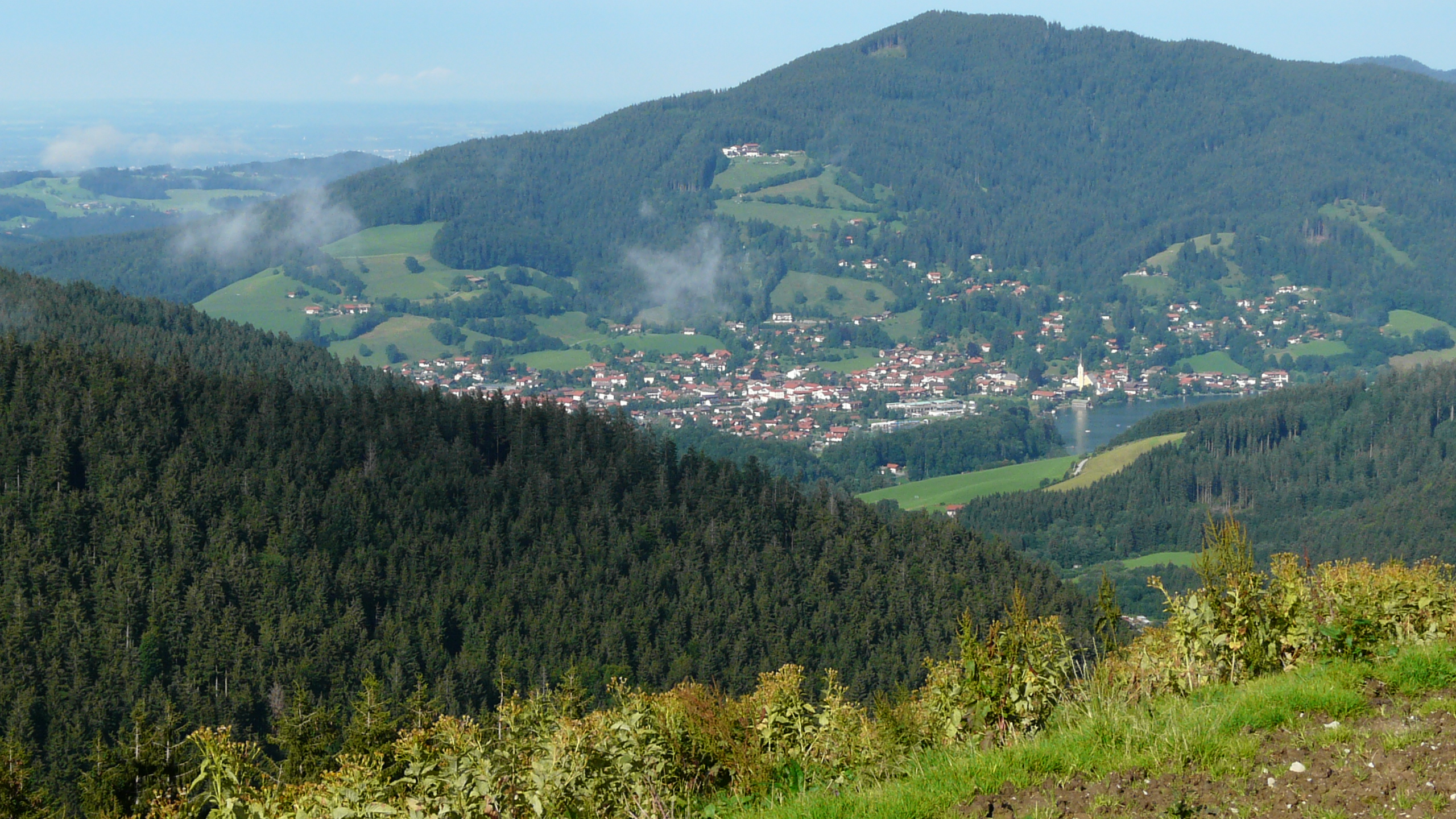
Schliersee mit Schliersberg

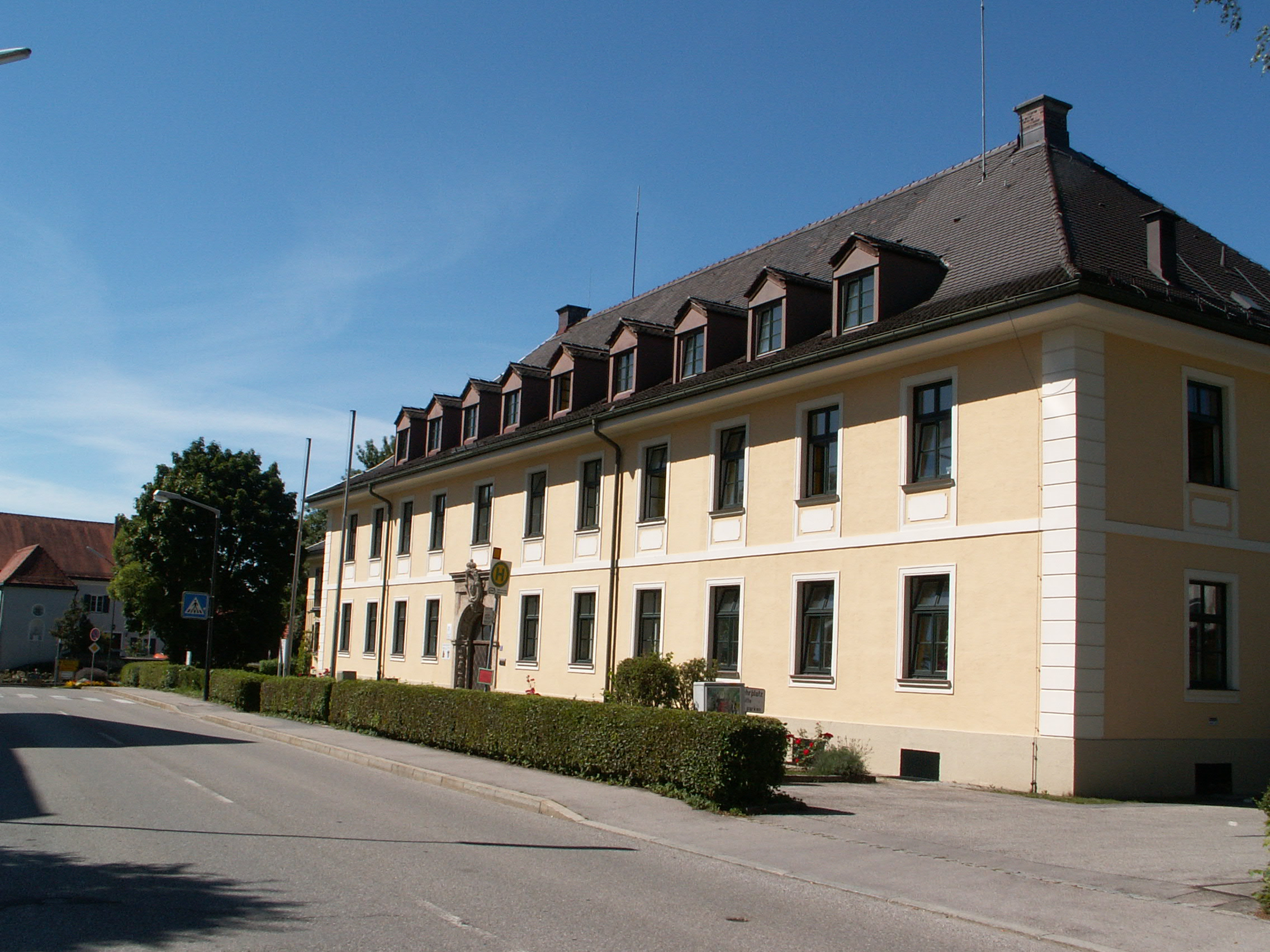
Landratsamt in Miesbach

Der Landkreis Miesbach (bairische Mundart Miaschboch) ist eine Gebietskörperschaft im Süden des bayerischen Regierungsbezirks Oberbayern.
Zusammen mit den Landkreisen Bad Tölz-Wolfratshausen, Garmisch-Partenkirchen und Weilheim-Schongau bildet er das Bayerische Oberland. Mit 97.152 Einwohnern (31. Dezember 2024) gehört der Landkreis zu den kleineren in Oberbayern, gleichwohl genießt er weit über die Landesgrenzen hinaus Bekanntheit wegen seiner ästhetisch ansprechenden Landschaft und den damit verbundenen touristischen Attraktionen wie dem Tegernsee, dem Schliersee und den Gipfeln des Mangfallgebirges. Innerhalb Bayerns wird der Landkreis als eigenständige Tourismusregion „Alpenregion Tegernsee Schliersee“ ausgewiesen (siehe Abschnitt Tourismus).
Von allen deutschen Landkreisen wies der Landkreis Miesbach im Jahr 2023 die höchsten Immobilienpreise auf.

## Geographie

### Lage
Der Landkreis im bayerischen Oberland umfasst sowohl voralpines als auch alpines Gelände. Am östlichen Rand des Kreisgebiets liegt eine Geländestufe, die das Oberland vom ungefähr 200 Höhenmetern tiefer gelegenen Rosenheimer Becken im Landkreis Rosenheim, lokal auch Unterland genannt, abhebt. Autofahrer kennen diese Stufe als Rampe der Bundesautobahn 8 am Irschenberg: Sie entspricht der Geländeformung (Aushobelung) durch die Eismassen des Inntalgletschers. Im Norden und Westen ist der Übergang in die Nachbarlandkreise dagegen landschaftlich unauffällig. Im Süden bildet die Hauptkette der Bayerischen Voralpen die Grenze zu Tirol, namentlich die Bayerisch-Tiroler Zwischenkalkalpen. Ihnen vorgelagert sind die Tölz-Tegernsee-Chiemgauer Flyschalpen.
Die größten Seen sind der Tegernsee, der Schliersee, der Seehamer See und der Spitzingsee. Gegliedert wird das Landkreisgebiet durch die drei Täler der Mangfall, der Schlierach und der Leitzach sowie durch das zur Münchner Schotterebene gehörende Gebiet um Holzkirchen und Otterfing.

### Berge
Der höchste Berg ist die Rotwand mit 1884 m, der bekannteste der Wendelstein mit 1838 m.
| Rang | Berg        | Höhe (m. ü. NN) | Gebirge         |
| ---- | ----------- | --------------- | --------------- |
| 1    | Rotwand     | 1884 m          | Mangfallgebirge |
| 2    | Hochmiesing | 1883 m          | Mangfallgebirge |
| 3    | Dürrmiesing | 1863 m          | Mangfallgebirge |
| 4    | Halserspitz | 1862 m          | Mangfallgebirge |

### Nachbarkreise
Der Landkreis grenzt, im Westen beginnend im Uhrzeigersinn, an die Landkreise Bad Tölz-Wolfratshausen, München und Rosenheim. Im Süden grenzt er an die Tiroler Bezirke Kufstein und Schwaz in Österreich.

## Geschichte
Der Landkreis Miesbach setzt sich zusammen aus den historischen Gebieten der ehemaligen freien Reichsgrafschaft Hohenwaldeck, aus Teilen der ehemaligen Fürstabtei Tegernsee, aus dem Gebiet des Klosters Weyarn und der Grafschaft Valley sowie des ehemals zum Landgericht Aibling gehörenden Leitzachtales.

### Landgerichte
Grundlage war das 1803 begründete Landgericht Miesbach, das an die Stelle des Gerichtsbezirks der Grafschaft Hohenwaldeck trat. 1818 entstand aus dem Herrschaftsgericht Tegernsee das gleichnamige Landgericht. Beide Landgerichte gehörten zum Isarkreis, der 1838 in Oberbayern umbenannt wurde. In diesem Jahr wurde auch das Landgericht Aibling errichtet. Dafür musste das Landgericht Miesbach zwölf Gemeinden abgeben.

### Bezirksamt
Das Bezirksamt Miesbach wurde im Jahr 1862 durch den Zusammenschluss der Landgerichte älterer Ordnung Miesbach und Tegernsee gebildet. Die Landgerichte als Gerichtsbehörden blieben bis 1879 bestehen und wurden dann in die Amtsgerichte Miesbach und Tegernsee umgewandelt.

### Landkreis
Am 1. Januar 1939 wurde im Deutschen Reich die Bezeichnung Landkreis eingeführt. So wurde aus dem Bezirksamt der Landkreis Miesbach.
Bei der Gebietsreform wurde der Landkreis Miesbach am 1. Juli 1972 nur geringfügig verändert; die Gemeinde Otterfing des aufgelösten Landkreises Wolfratshausen wurde dem Landkreis Miesbach zugeordnet.

### Einwohnerentwicklung
Zwischen 1988 und 2018 wuchs der Landkreis von 82.499 auf 99.726 Einwohner bzw. um 20,9 %.
Die nachfolgenden Zahlen beziehen sich auf den Gebietsstand vom 25. Mai 1987:

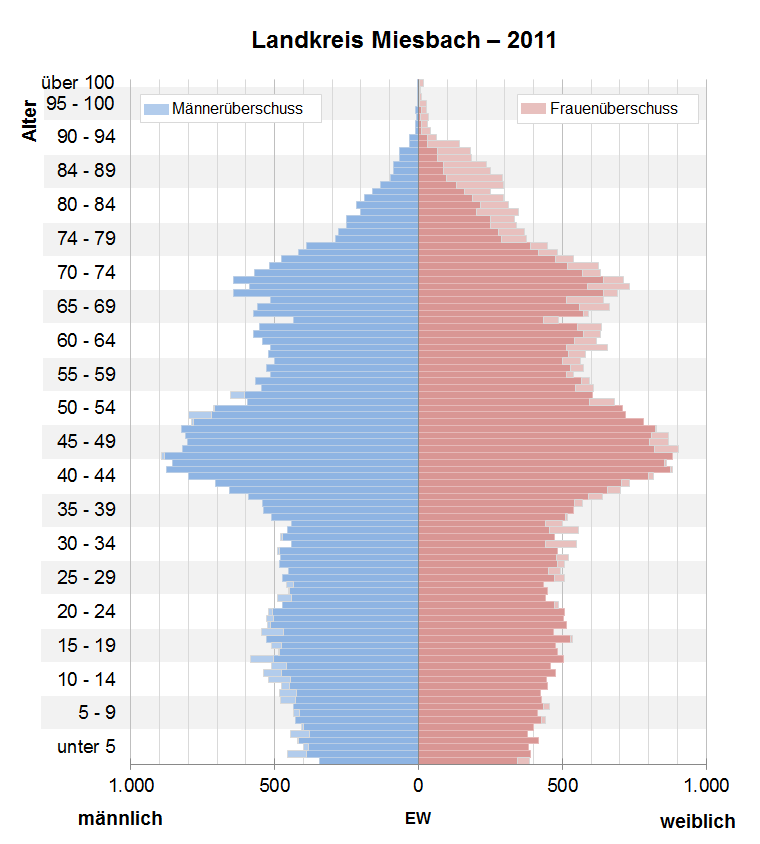
Bevölkerungspyramide für den Landkreis Miesbach (Datenquelle: Zensus 2011)

| Jahr      | 1840   | 1900   | 1939   | 1950   | 1961   | 1970   | 1987   | 1991   | 1995   | 2000   | 2005   | 2010   | 2015   | 2020    |
| Einwohner | 18.752 | 33.799 | 48.014 | 76.626 | 70.420 | 73.142 | 80.840 | 87.284 | 88.640 | 91.654 | 94.970 | 95.641 | 98.286 | 100.183 |

## Politik

### Kreistag
Die Kommunalwahlen in Bayern 2020 führten zu den folgenden Sitzverteilungen im Kreistag:
| Kreistagswahl 2020Wahlbeteiligung: 61,8 % (+4,3 %) %403020100 36,119,316,68,68,44,52,80,8 CSUGrüneFWGFWSPDBPÖDPFDPLinkeGewinne und Verlusteim Vergleich zu %p 10 8 6 4 2 0 −2 −4 −6 −8−10−12+0,7+4,5−10,6+8,6−6,6+0,1+2,8−0,5+0,8CSUGrüneFWGFWSPDBPÖDPFDPLinke | Sitzverteilung im Kreistag Miesbach seit 2020Insgesamt 60 Sitze - SPD: 5 - Grüne: 11 - ÖDP: 2 - FWG: 10 - FW: 5 - FDP: 2 - CSU: 22 - BP: 3 |

| Parteien und Wählergemeinschaften | Parteien und Wählergemeinschaften  | 2020   | 2020   | 2014   | 2014   | 2008   | 2008   | 2002   | 2002   | 1996   | 1996   |
| Parteien und Wählergemeinschaften | Parteien und Wählergemeinschaften  | %      | Sitze  | %      | Sitze  | %      | Sitze  | %      | Sitze  | %      | Sitze  |
| --------------------------------- | ---------------------------------- | ------ | ------ | ------ | ------ | ------ | ------ | ------ | ------ | ------ | ------ |
| CSU                               | Christlich-Soziale Union in Bayern | 36,1   | 22     | 35,4   | 21     | 44,5   | 28     | 47,2   | 29     | 44,3   | 27     |
| Grüne                             | Grüne Bayern                       | 19,3   | 11     | 14,8   | 09     | 10,7   | 06     | 7,0    | 04     | 7,4    | 04     |
| FWG                               | Freie Wählergemeinschaft           | 16,6   | 10     | 27,2   | 16     | 25,4   | 15     | 22,3   | 14     | 25,1   | 15     |
| FW                                | Freie Wähler Bayern                | 8,6    | 05     | 0–     | 0–     | 0–     | 0–     | 0–     | 0–     | 0–     | 0–     |
| SPD                               | SPD Bayern                         | 8,4    | 05     | 15,0   | 09     | 15,0   | 09     | 20,7   | 12     | 20,6   | 13     |
| BP                                | Bayernpartei                       | 4,5    | 03     | 4,4    | 03     | 0–     | 0–     | 0–     | 0–     | 0–     | 0–     |
| ÖDP                               | Ökologisch-Demokratische Partei    | 2,8    | 02     | 0–     | 0–     | 0–     | 0–     | 0–     | 0–     | 0–     | 0–     |
| FDP                               | FDP Bayern                         | 2,8    | 02     | 3,3    | 02     | 4,4    | 02     | 2,9    | 01     | 2,5    | 01     |
| Linke                             | Die Linke Bayern                   | 0,8    | 0–     | 0–     | 0–     | 0–     | 0–     | 0–     | 0–     | 0–     | 0–     |
| gesamt                            | gesamt                             | 99,9   | 60     | 100,1  | 60     | 100,0  | 60     | 100,1  | 60     | 99,9   | 60     |
| Wahlbeteiligung                   | Wahlbeteiligung                    | 61,8 % | 61,8 % | 57,5 % | 57,5 % | 62,5 % | 62,5 % | 62,0 % | 62,0 % | 64,9 % | 64,9 % |

### Landrichter
- 1803–1806: Franz Xaver Steyrer
- 1806–1813: Max von Preysing
- 1813–1846: Joseph Wiesend
- 1846–1848: Wolfgang Knorr
- 1848–1851: Alois Schmid
- 1851–1862/1874: Carl Bollweg

### Bezirksamtmänner
- 1851/1862–1874: Carl Bollweg
- 1874–1888: Ludwig Mayr
- 1888–1890: Uhl
- 1890–1911: Carl Riezler
- 1911–1929: Bernhard de Rudder
- 1929–1938/1943: Hermann Kopp

### Landräte
- 1929/1939–1943: Hermann Kopp
- 1943: Kemnitzer
- 1943–1945: Hans Frick
- 10. Mai 1945–1. August 1945: von Wehner
- 1. August 1945–10. Mai 1946: Leopold Schindler
- 11. Mai 1946–27. Mai 1946: Friedrich Roith
- 28. Mai 1946–11. Juni 1946: Wilhelm Albrecht von Schoen
- 11. Juni 1946–25. September 1946: Friedrich Roith
- 26. September 1946–31. Mai 1948: Süß
- 5. Juni 1948–14. Dezember 1948: Meissner
- 1949–1951: Simon Beck
- 1952–1955: Anton Bauer
- 1955–1972: Walter Königsdorfer (ab 1959 CSU)
- 1972–1987: Wolfgang Gröbl (CSU)
- 1987–2008: Norbert Kerkel (Freie Wähler)
- 2008–2014: Jakob Kreidl (CSU)
- 2014–2020: Wolfgang Rzehak (Grüne)
- seit 2020: Olaf von Löwis of Menar (CSU)[12]

### Landkreispartnerschaften
Es bestehen folgende Partnerschaften:
- Tewkesbury, Vereinigtes Königreich
- Zwickauer Land, Deutschland
- Schwaz, Österreich

### Wappen
| | Blasonierung: „In Silber oben ein gestümmelter, goldbewehrter, roter Falke mit ausgebreiteten Schwingen über zwei schräggekreuzten roten Stäben, unten über blauen Wasserwellen zwei mit den Stängeln gekreuzte grüne Seeblätter“ |
| Wappenbedeutung: Der gestümmelte rote Falke über zwei schräg gekreuzten Stäben ist das Symbol für Hohenwaldeck. Die Waldecker entstammen dem bayerischen Uradel der Faganen, der seinen Sitz im heutigen Vagen im Mangfalltal hatte. Es ist das alte Stammwappen der Waldecker. Der Falke ist das Wappensymbol des alten Rittergeschlechts der Neuburg-Falkensteiner, deren neue Burg bei Vagen den Namen „Falkenstein“ trug. Die gekreuzten Stäbe können auf die Gerichtsbarkeit, aber auch auf die Tätigkeit der Waldecker bei der Rodung des Gebietes um den Schliersee im 12./13. Jahrhundert hinweisen. Die mit den Stängeln gekreuzten so genannten Seeblätter über Wellen sind das älteste bekannte Stiftwappen von Tegernsee. Das Wappenbild bezieht sich auf Namen und Lage des Klosters am See. Die Zustimmung des Bayerischen Staatsministerium des Innern zur Annahme und Führung eines Wappens wurde mit Entschließung vom 15. September 1955 erteilt. Der Vorschlag, für die Gestaltung des Wappens die geschichtlichen Wahrzeichen von Hohenwaldeck und Tegernsee heranzuziehen, ging seinerzeit vom Kreisausschuss und Kreistag aus. | |

### Flagge

Flagge Landkreis Miesbach

Beschreibung: Grün und Weiß stehen für die Farben des Klosters Tegernsee. Die Farben Silber (oder auch Weiß) und Rot steht für das Adelsgeschlecht der Waldecker. Das geht darauf zurück, dass der westliche Landkreis das Gebiet des Klosters Tegernsees war und der östliche Landkreis zur Grafschaft Hohenwaldeck, die bis 1806 unabhängig war, gehörte.
Die Flagge ist seit dem 23. Oktober 2011 die offizielle Flagge des Landkreises Miesbach und soll bei offiziellen Anlässen und Sitzungen gehisst werden.

## Wirtschaft und Infrastruktur

### Wirtschaft
Die Einkommensteuerkraft je Einwohner lag im Jahr 2004 bei 325 Euro (Bundesdurchschnitt 216). Die Kaufkraft je Einwohner im Jahr 2005 lag bei 9.366 Euro (Bundesdurchschnitt 8.523). Im Juli 2020 lag die Arbeitslosigkeit im Landkreis bei 3,0 % und damit erheblich unter dem Bundesdurchschnitt.
Im Jahr 2014 betrug die Gesamtzahl der sozialversicherungspflichtig Beschäftigten 32.130, dabei stellt das produzierende Gewerbe mit 10.403 Beschäftigten den wichtigsten Wirtschaftszweig dar. In der regionalen Verteilung der Arbeitsplätze sticht besonders der Landkreisnorden hervor. So arbeiten allein in Holzkirchen ca. 25 % der sozialversicherungspflichtig Beschäftigten (7.943 im Jahr 2016).

### Tourismus
Ein weiterer wirtschaftlicher Schwerpunkt des Landkreises ist der Tourismus, vorwiegend am Tegernsee und in geringerem Anteil am Schliersee. Der Landkreis hat 2,7 Millionen Übernachtungen und rund 7 Millionen Tagesbesucher im Jahr (Stand: 2015). Zusammen machen die Gäste einen Umsatz von 435 Millionen Euro in Gastronomie, Hotellerie und Handel. Übernachtungsgäste geben dabei im Schnitt 121 Euro pro Tag aus.
Der Landkreis Miesbach wird innerhalb Bayerns als eigenständige Tourismusregion „Alpenregion Tegernsee Schliersee“ ausgewiesen, die u. a. mit eigener Webpräsenz beworben wird.

### Verkehr

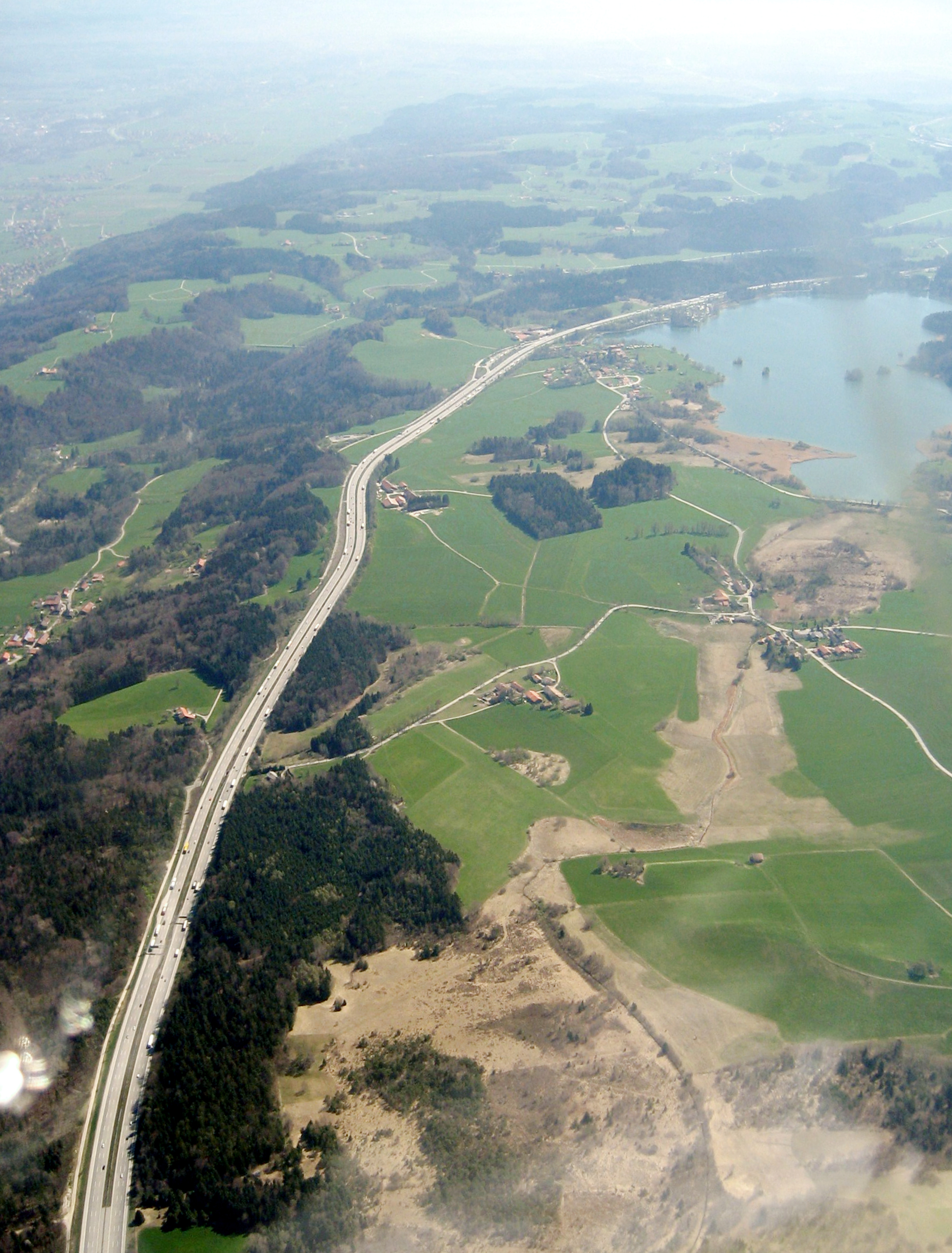
Führung der A 8 beim Seehamer See

#### Straßen
Bedeutend für das Verkehrsgeschehen im Landkreis Miesbach sind einerseits Berufspendler Richtung München und andererseits der Ausflugsverkehr ins Gebirge. Auf Landkreisgebiet befinden sich die drei Anschlussstellen Holzkirchen, Weyarn und Irschenberg der Bundesautobahn 8 München–Salzburg. Ferner verlaufen die Bundesstraßen B 13, B 307, B 318 und B 472 durch den Landkreis.

#### Eisenbahn
Im Jahre 1857 eröffneten die Königlich Bayerischen Staatseisenbahnen den Abschnitt München–Holzkirchen der heutigen Bahnstrecke München–Lenggries sowie die anschließende Bahnstrecke Holzkirchen–Rosenheim, damals beide Teil der Bayerischen Maximiliansbahn. Die Abschnitte Holzkirchen–Tölz sowie Tölz–Lenggries folgten 1874 beziehungsweise 1924. In Holzkirchen zweigte ab 1861 die von der „Miesbacher Steinkohlengewerkschaft“ erbaute Bahnstrecke Holzkirchen–Schliersee ab, die 1911 durch die Bahnstrecke Schliersee–Bayrischzell ihre Fortsetzung erhielt. In Schaftlach begann ab 1883 die Bahnstrecke Schaftlach–Tegernsee, wobei der Endbahnhof Tegernsee erst 1902 erreicht wurde. Sie wird seit 1998 ebenso wie die Strecken nach Bayrischzell und Lenggries von der Bayerischen Oberlandbahn durchgehend von und bis München befahren.
Ab dem Fahrplanwechsel am 10. Dezember 2023 trat der ganze Landkreis Miesbach dem Münchner Verkehrs- und Tarifverbund (MVV) bei. Seither liegen die kompletten Linienläufe der Regionalbahn-Linien RB55, RB56, RB57 und RB58 im MVV-Tarifgebiet. Der Landkreis befindet sich in den Zonen 3 (Otterfing) bis 9 (Bayerischzell).

#### Regionalbus
Der Regionalverkehr Oberbayern betreibt eine Reihe von Buslinien, die teilweise auch grenzüberschreitend mit Orten in Österreich verbinden.
Mit dem Fahrplanwechsel am 10. Dezember 2023 trat der gesamte Landkreis dem Münchner Verkehrs- und Tarifverbund bei. Die Buslinien wurden infolgedessen neu geordnet und erhielten Liniennummern im 300er Bereich.

#### Tegernsee-Schifffahrt
Auf dem Tegernsee bietet die Bayerische Seenschifffahrt Ausflugsfahrten an.

#### Kraftfahrzeugbestand
Im Mai 2013 waren im Landkreis Miesbach 58.300 Pkw und rund 7.000 Motorräder zugelassen. Mit 615 Pkw je 1000 Einwohner liegt der Motorisierungsgrad dabei erheblich über dem Bundesdurchschnitt von 517. Speziell in den ländlich geprägten Gemeinden ohne direkten Bahnanschluss liegt der Pkw-Bestand zum Teil bei über 650 je 1000 Einwohner. Mit einem Anteil von 19,6 % hat der Landkreis Miesbach zudem die höchste Dichte allradgetriebener Pkw in Deutschland.

## Gemarkungen
Im Landkreis gibt es 30 Gemarkungen mit 39 Gemarkungsteilen.

## Gemeinden
(Einwohner am 31. Dezember 2024)
| Städte 1. Miesbach (11.573) 2. Tegernsee (3567) Märkte 1. Holzkirchen (16.310) 2. Schliersee (6591) Keine Verwaltungsgemeinschaften Weitere Gemeinden 1. Bad Wiessee (4820) 2. Bayrischzell (1607) 3. Fischbachau (5562) 4. Gmund a.Tegernsee (5813) 5. Hausham (8177) 6. Irschenberg (3226) 7. Kreuth (3421) 8. Otterfing (4682) 9. Rottach-Egern (5441) 10. Valley (3385) 11. Waakirchen (5419) 12. Warngau (3768) 13. Weyarn (3790) |

## Gemeinden des Landkreises vor der Gebietsreform 1971/78
Bis zur Gebietsreform 1971/78 hatte der Landkreis Miesbach 29 Gemeinden (siehe Liste unten).

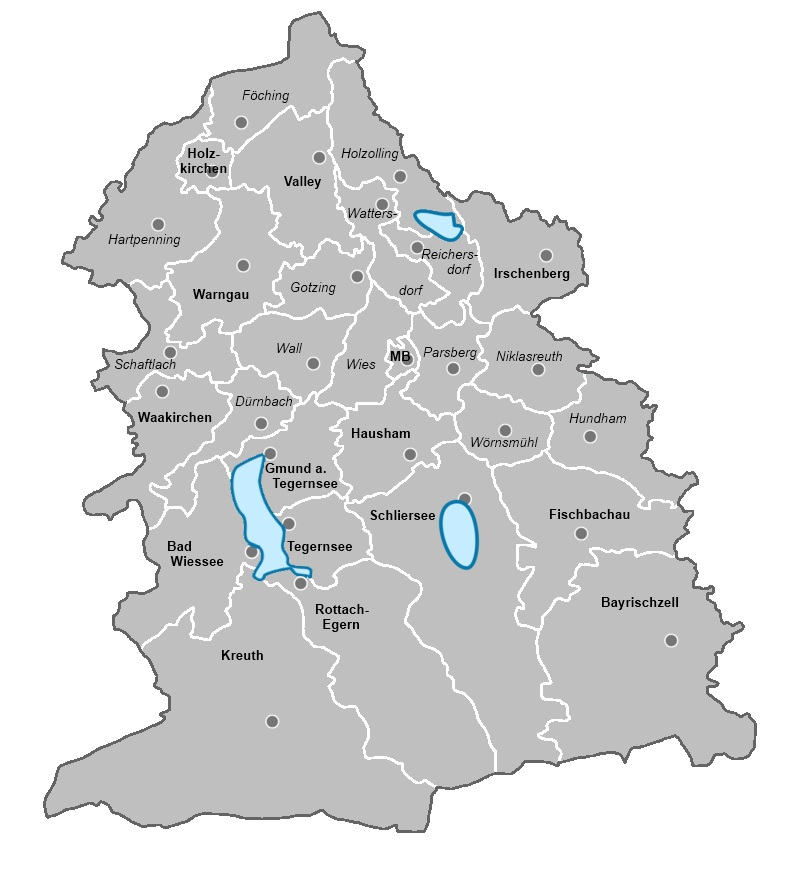
Gemeinden vor der Gebietsreform 1972/1978

Im Süden grenzte der Landkreis an das österreichische Bundesland Tirol, im Westen an den Landkreis Bad Tölz, im Nordwesten an den Landkreis Wolfratshausen, im Norden und Nordosten an den Landkreis Bad Aibling und im Osten an den Landkreis Rosenheim.
Die Gemeinden des Landkreises Miesbach vor der Gemeindereform 1971/78 (heute noch existierende Gemeinden in Fettschrift):
| frühere Gemeinde                         | heutige Gemeinde   | heutiger Landkreis |
| ---------------------------------------- | ------------------ | ------------------ |
| Bad Wiessee                              | Bad Wiessee        | Landkreis Miesbach |
| Bayrischzell                             | Bayrischzell       | Landkreis Miesbach |
| Dürnbach                                 | Gmund am Tegernsee | Landkreis Miesbach |
| Fischbachau                              | Fischbachau        | Landkreis Miesbach |
| Föching                                  | Holzkirchen        | Landkreis Miesbach |
| Gmund am Tegernsee (hieß bis 1922 Ostin) | Gmund am Tegernsee | Landkreis Miesbach |
| Gotzing                                  | Weyarn             | Landkreis Miesbach |
| Hartpenning                              | Holzkirchen        | Landkreis Miesbach |
| Hausham (hieß bis 1922 Agatharied)       | Hausham            | Landkreis Miesbach |
| Holzkirchen (Markt)                      | Holzkirchen        | Landkreis Miesbach |
| Holzolling                               | Weyarn             | Landkreis Miesbach |
| Hundham                                  | Fischbachau        | Landkreis Miesbach |
| Irschenberg                              | Irschenberg        | Landkreis Miesbach |
| Kreuth                                   | Kreuth             | Landkreis Miesbach |
| Miesbach (Stadt)                         | Miesbach           | Landkreis Miesbach |
| Niklasreuth                              | Irschenberg        | Landkreis Miesbach |
| Parsberg                                 | Miesbach           | Landkreis Miesbach |
| Reichersdorf                             | Irschenberg        | Landkreis Miesbach |
| Rottach-Egern (hieß bis 1951 Rottach)    | Rottach-Egern      | Landkreis Miesbach |
| Schaftlach                               | Waakirchen         | Landkreis Miesbach |
| Schliersee (Markt)                       | Schliersee         | Landkreis Miesbach |
| Tegernsee (Stadt)                        | Tegernsee          | Landkreis Miesbach |
| Valley                                   | Valley             | Landkreis Miesbach |
| Waakirchen                               | Waakirchen         | Landkreis Miesbach |
| Wall                                     | Warngau            | Landkreis Miesbach |
| Warngau                                  | Warngau            | Landkreis Miesbach |
| Wattersdorf                              | Weyarn             | Landkreis Miesbach |
| Wies                                     | Miesbach           | Landkreis Miesbach |
| Wörnsmühl                                | Fischbachau        | Landkreis Miesbach |

## Schutzgebiete
Im Landkreis befinden sich keine Naturschutzgebiete, elf Landschaftsschutzgebiete, neun FFH-Gebiete und mindestens 22 vom Bayerischen Landesamt für Umwelt ausgewiesene Geotope (Stand April 2016). Hervorzuheben ist der Naturwald Blaubergkopf, der einen der letzten Primärwälder Bayerns beherbergt. 

## Kfz-Kennzeichen
Am 1. Juli 1956 wurde dem Landkreis bei der Einführung der bis heute gültigen Kfz-Kennzeichen das Unterscheidungszeichen MB zugewiesen. Es wird durchgängig bis heute ausgegeben.